# Сакао (село)
Сакао (груз. საკაო) — село в Грузии, на территории Онского муниципалитета края (мхаре) Рача-Лечхуми и Нижняя Сванетия.

## География
Село находится в северной части Грузии, на левом берегу реки Сакауры, на расстоянии приблизительно 3 километров (по прямой) к северу от города Они, административного центра муниципалитета. Абсолютная высота — 1114 метров над уровнем моря.

## Население
По результатам официальной переписи населения 2014 года, в Сакао проживало 77 человек (38 мужчин и 39 женщин). В национальной структуре населения грузины составляли 98,7 %, осетины — 1,3 %.
| Год  | Население, человек |
| ---- | ------------------ |
| 2002 | 154                |
| 2014 | ↘ 77               |